# شهرستان وودفورد (ایلینوی)
شهرستان وودفورد (به انگلیسی: Woodford County) یک شهرستان‌ در ایالات متحده آمریکا است که در ایلینوی واقع شده‌است. شهرستان وودفورد ۱٬۴۰۶٫۳۷ کیلومتر مربع مساحت دارد.